# Ganzhou
För andra betydelser, se Ganzhou (olika betydelser).
Ganzhou, tidigare känd som Kanchow, är en stad på prefekturnivå i södra Jiangxi-provinsen i sydöstra Kina. Den ligger omkring 340 kilometer söder om provinshuvudstaden Nanchang.

## Historia
Den första bosättningen uppfördes under Handynastin (206-220 f.Kr.) och blev huvudort i prefekturen Qianzhou under Suidynastin (581–618). Ganzhou var under perioden 1700–1800 en viktig handelsstad som centrum för tehandel. Vid mitten av 1800-talet öppnades staden som en fördragshamn under de ojämlika fördragen som Qingimperiet tecknat med västmakterna.
Mellan 1929 och 1934 utgjorde Ganzhou en del av den Kinesiska sovjetrepubliken i Jiangxi och republikens huvudstad Ruijin var belägen i prefekturen, vilket gjorde att området utsattes för en rad belägringar av den Nationella revolutionära armén ända tills kommunisterna tvingades fly området i den Långa marschen.

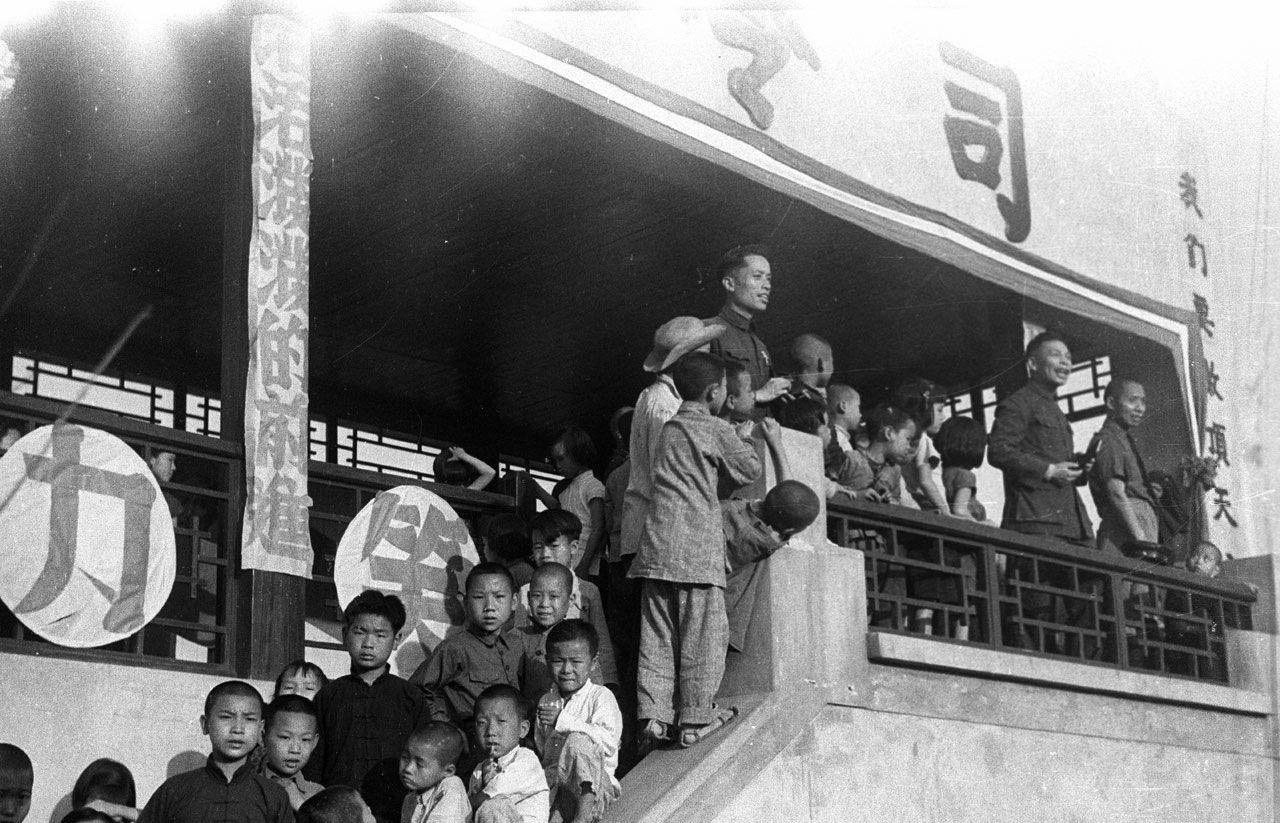
Chiang Ching-kuo i Gannan på 1940-talet.

Under det andra kinesisk-japanska kriget kontrollerades området av Chiang Kai-sheks regering i Chongqing och mellan 1939 och 1945 var Chiangs son Chiang Ching-kuo särskild kommissionär för Gannan-prefekturen, vilket då var namnet på området.

## Näringsliv
Ganzhou, som är beläget vid floden Gan, har en stor och lönsam metallurgisk industri och pappersindustri. Stora fyndigheter av metaller finns.

## Demografi
I likhet i övriga delar av södra Jiangxi-provinsen dominerar hakka-folket i Ganzhou och större delen av prefekturens invånare talar hakka-dialekten, med undantag för Zhanggong-distriktet, där en variant av den sydvästliga mandarindialekten talas.

## Administrativ indelning

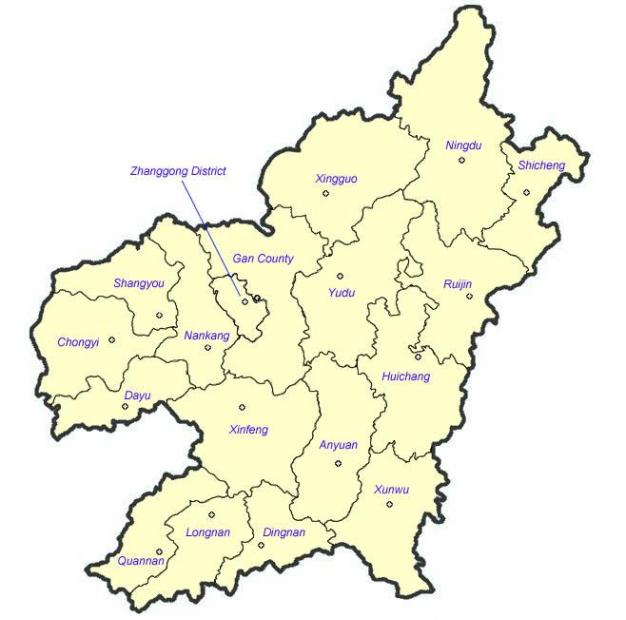
Karta över Ganzhou.

Ganzhou, som till ytan är något mindre än Schweiz, utgör en dryg femtedel av provinsens yta och består till stor del av landsbygd. Det egentliga Ganzhou utgörs av stadsdistriktet Zhanggong, där stadsfullmäktige är beläget. Den omfattande landsbygden är indelad i 15 härad, dessutom lyder en satellitstad på häradsnivå under Ganzhou:
- Stadsdistriktet Zhanggong (章贡区), 479 km², cirka 500 000 invånare;
- Stadsdistriktet Nankang (南康区), 1 845 km², cirka 780 000 invånare.
- Häradet Gan (赣县), 2 993 km², cirka 550 000 invånare;
- Häradet Xinfeng (信丰县), 2 878 km², cirka 660 000 invånare;
- Häradet Dayu (大余县), 1 368 km², cirka 280 000 invånare;
- Häradet Shangyou (上犹县), 1 544 km², cirka 280 000 invånare;
- Häradet Chongyi (崇义县), 2 197 km², cirka 200 000 invånare;
- Häradet Anyuan (安远县), 2 375 km², cirka 340 000 invånare;
- Häradet Longnan (龙南县), 1 641 km², cirka 300 000 invånare;
- Häradet Dingnan (定南县), 1 316 km², cirka 200 000 invånare;
- Häradet Quannan (全南县), 1 521 km², cirka 180 000 invånare;
- Häradet Ningdu (宁都县), 4 053 km², cirka 710 000 invånare;
- Häradet Yudu (于都县), 2 893 km², cirka 880 000 invånare;
- Häradet Xingguo (兴国县), 3 214 km², cirka 710 000 invånare;
- Häradet Huichang (会昌县), 2 722 km², cirka 430 000 invånare;
- Häradet Xunwu (寻乌县), 2 311 km², cirka 290 000 invånare;
- Häradet Shicheng (石城县), 1 582 km², cirka 300 000 invånare;
- Satellitstaden Ruijin (瑞金市), 2 448 km², cirka 590 000 invånare;

## Klimat
Genomsnittlig årsnederbörd är 1 887 millimeter. Den regnigaste månaden är maj, med i genomsnitt 333 mm nederbörd, och den torraste är oktober, med 17 mm nederbörd.

### Fotnoter
1. ↑  ”worldpostmarks.net”. Arkiverad från originalet den 2 januari 2015. https://web.archive.org/web/20150102101710/http://worldpostmarks.net/HTML%20Countries/china.htm. Läst 22 juli 2015.
2. ↑  Jay Taylor, The Generalissimo's Son : Chiang Ching-Kuo and the Revolutions in China and Taiwan (Cambridge, Mass.: Harvard University Press, 2000). Libris 11643732
3. ↑  GeoHive - China, Jiangxi Arkiverad 4 mars 2016 hämtat från the Wayback Machine.
4. ↑  ”NASA Earth Observations: Rainfall (1 month - TRMM)”. NASA/Tropical Rainfall Monitoring Mission. Arkiverad från originalet den 19 april 2019. https://web.archive.org/web/20190419091014/https://neo.sci.gsfc.nasa.gov/view.php?datasetId=TRMM_3B43M&year=2014. Läst 30 januari 2016.

- Wikimedia Commons har media som rör Ganzhou.